# Comuna de Sokółka
Sokółka (polaco: Gmina Sokółka) é uma gminy (comuna) na Polónia, na voivodia de Podláquia e no condado de Sokółka. A sede do condado é a cidade de Sokółka.
De acordo com os censos de 2004, a comuna tem 26 647 habitantes, com uma densidade 85 hab/km².

## Área
Estende-se por uma área de 313,62 km², incluindo:
- área agricola: 70%
- área florestal: 20%

## Demografia
Dados de 30 de Junho 2004:
|                      | Total   | Total | Mulheres | Mulheres | Homens  | Homens |
| -------------------- | ------- | ----- | -------- | -------- | ------- | ------ |
|                      | pessoas | %     | pessoas  | %        | pessoas | %      |
| População            | 26 647  | 100   | 13 633   | 51,2     | 13 014  | 48,8   |
| Densidade (pop./km²) | 85      | 100   | 43,5     | 43,5     | 41,5    | 41,5   |

De acordo com dados de 2002, o rendimento médio per capita ascendia a 1109,06 zł.

## Comunas vizinhas
- Czarna Białostocka, Janów, Kuźnica, Sidra, Supraśl, Comuna de Szudziałowo.